# Sebkha di Orano
Il Sebkha di Orano (in arabo: سبخة وهران) è un sebka, o lago salato temporaneo in Algeria, situato nel nord-ovest del paese, a sud dell'omonima città di Orano.

## Descrizione
Il Sebkha di Orano, qualificato dal 2001 come Zone Umide di Importanza Internazionale  protetta dalla convenzione di Ramsar, è un lago poco profondo situato a 15 km a sud della città di Oran, nel comune di Misserghin e distante 12 km dal Mar Mediterraneo.
È una depressione, chiusa a 110 metri di altitudine, delimitata a nord dal massiccio del Murdjajo e a sud dal massiccio del Tessala. Il sebkha occupa il fondo di questa depressione, presentando una topografia apparentemente pianeggiante, ma leggermente digradante verso ovest
È alimentato da un sistema idrografico che scorre principalmente dai massicci di Tessala e Murdjajo, tuttavia, l'acqua in questa zona è salata. Il lago, che forma un velo d'acqua dai 10 ai 30 cm, variabile a seconda delle precipitazioni, si prosciuga completamente durante l'estate, a causa della forte evaporazione e della siccità che affligge la regione.
I terreni che circondano il lago sono utilizzati per l'agricoltura.
Il sale del lago ha un effetto negativo sui margini meridionali dell'agglomerato di Orano e sulle piste dell'aeroporto di Orano.

## Flora e fauna
Il lago è privo di vegetazione, mentre nella piana circostante sono presenti piante alofile, ed alberi come l'eucalipto, la quercia da sughero e il cedro.
Il Sito ospita numerose specie migratorie e, in particolare, fenicotteri e altri trampolieri, che frequentano zone umide molto basse. Tra le specie, si citano i fenicotteri rosa e la volpoca.